# Conte di Granard
Conte di Granard è un titolo nel Parìa d'Irlanda. È stato creato nel 1684 per Arthur Forbes, I visconte di Granard. Era un tenente generale dell'esercito ed è stato il maresciallo dell'Esercito in Irlanda dopo la Restaurazione e fu in seguito Lord Justice. Era già succeduto al padre come secondo Baronetto di Castle Forbes ed è stato creato barone Clanehugh e visconte di Granard nel 1675, nel Parìa d'Irlanda. 
Il primo nipote del conte, il terzo conte, era un ammiraglio della Royal Navy. Gli succedette il figlio, il quarto conte. Era un tenente generale nell'esercito. Suo nipote, il sesto conte, era un generale dell'esercito. Nel 1806 fu creato barone di Granard, di Castle Donington nella Contea di Leicester, nel Pari del Regno Unito. Questo titolo gli diede un posto automatico nella Camera dei lord fino al passaggio del House of Lords Act 1999. Alla sua morte i titoli passarono al nipote, il settimo conte. Ha servito come Lord luogotenente di Leitrim (1856-1872). Suo figlio, l'ottavo conte, era un soldato e  politico liberale. Lord Granard servì nelle amministrazioni liberali di Sir Henry Campbell-Bannerman e Herbert Henry Asquith ed è stato anche membro del senato dell'Irlanda del Sud e del senato dello Stato Libero d'Irlanda. A partire dal 2014 i titoli sono detenuti da suo nipote, il decimo conte, che successe a suo zio nel 1992.
Il titolo di Visconte Forbes è utilizzato come titolo di cortesia per l'erede del conte.
La residenza della famiglia è Castle Forbes, vicino a Newtownforbes, County Longford.

## Baronetti Forbes, di Castle Forbes (1628)
- Sir Arthur Forbes, I baronetto (1590-1632)
- Sir Arthur Forbes, II baronetto (1623-1695) (creato conte di Granard nel 1684)

## Conti di Granard (1684)
- Arthur Forbes, I conte di Granard (1623-1695)
- Arthur Forbes, II conte di Granard (1656-1734)
- George Forbes, III conte di Granard (1685-1765)
- George Forbes, IV conte di Granard (1710-1769)
- George Forbes, V conte di Granard (1740-1780)
- George Forbes, VI conte di Granard (1760-1837)
- George Forbes, VII conte di Granard (1833-1889)
- Bernard Forbes, VIII conte di Granard (1874-1948)
- Arthur Forbes, IX conte di Granard (1915-1992)
- Peter Forbes, X conte di Granard (1957)

L'erede è il figlio dell'attuale conte, Jonathan Peter Hastings Forbes, visconte Forbes (1981).